# Vibyggerå socken
Vibyggerå socken i Ångermanland ingår sedan 1974 i Kramfors kommun och motsvarar från 2016 Vibyggerå distrikt.
Socknens areal är 215,80 kvadratkilometer, varav 204,40 land. År 2000 fanns här 925 invånare och 2011 887. Tätorten Docksta med sockenkyrkan Vibyggerå nya kyrka ligger i socknen. 

## Administrativ historik
Vibyggerå socken har medeltida ursprung.
Vid kommunreformen 1862 övergick socknens ansvar för de kyrkliga frågorna till Vibyggerå församling och för de borgerliga frågorna bildades Vibyggerå landskommun. Landskommunen inkorporerades 1952 i Ullångers landskommun som sedan 1974 uppgick i Kramfors kommun.
1 januari 2016 inrättades distriktet Vibyggerå, med samma omfattning som församlingen hade 1999/2000.  
Socknen har tillhört fögderier, tingslag och domsagor enligt vad som beskrivs i artikeln Ångermanland.  De indelta båtsmännen tillhörde Andra Norrlands andradels båtsmanskompani.

## Geografi
Vibyggerå socken ligger norr om Ullångersfjärden kring Dockstafjärden vid Höga kusten. Socknen har mindre dalgångsbygder vid kusten med brant kust och är i övrigt en starkt kuperad sjörik skogsbygd med en kustbrant som på Skuleberget norr om kyrkan når 284 meter över havet och höjder som i övrigt når 417 meter över havet.
Området genomkorsas i nord-sydlig riktning av europaväg 4 i dess sträckning Härnösand - Örnsköldsvik.

### Geografisk avgränsning
Vibyggerå sockens östligaste punkt ligger i farleden mellan ön Bösslan ( i Vibyggerå) och Norra Ulvön i Nätra socken, Örnsköldsviks kommun. Innanför Bösslan ligger Mjältön med Önnskäret, Norrskäret, Sörskäret, Harkgrundet samt Harkbuten. Dessa öar skiljs från fastlandet av Mjältösundet. Kärringskäret nordost om Mjältön tillhör Nätra socken och Örnsköldsviks kommun. Socken- och kommungränsen går mellan Aspholmen och Kärringskäret.
I Ullångersfjärdens mynning mitt mellan Mjällomslandet, Mjältön och Södra Ulvön ligger "tresockenmötet" mellan Vibyggerå, Nätra och Nordingrå socknar. Från denna punkt i havet går sockengränsen västerut och avgränsar Vibyggerå mot Nordingrå socken, som ligger i söder. Gränsen går mitt i Ullångersfjärden. Norrut från "tresockenmötet" går sockengränsen norrut genom sundet mellan Mjältön och Ulvöarna och gränsar mot Nätra socken, som här ligger öster om Vibyggerå. Den södra gränsen mot Nordingrå går fram till en punkt mitt i Ullångersfjärden söder om Globerget på fjärdens norra sida. Här ligger "tresockenmötet" Vibyggerå-Nordingrå-Ullånger. Gränsen mot Ullångers socken går upp över Globerget och vidare in över fastlandet i riktning mot nordväst. Europaväg 4 rundar Globerget. Österut, på Ullångersfjärdens norra sida, sticker ett par halvöar ut från fastlandet. Räknat från väster ligger först Fäberget (200 m ö.h.), vilket reser sig brant upp ur fjärden. Öster om detta berg ligger Dockstafjärden, som sticker in cirka 4 km till Docksta. På andra sidan fjärden ligger så halvön med Valabergen och Vårdkallberget (265 m ö.h.) och med Värnsudden utanför byn Värns. Längre österut sticker halvön med Fanön ut. Gattet mellan Värnsuden och Fanön är cirka 1 km brett och innanför ligger Norrfjärden som går upp mot Vedåsand och Käxed cirka 4 km mot norr. Öster om Fanön ligger Mjältösundet. 
På fastlandet i denna del av socknen ligger dess huvudbebyggelse med bl.a. byarna Sjöland, Skoved, Edånger, Docksta tätort med Vibyggerå kyrkor, Berg, Sörgällsta samt Norrgällsta. Vid den sistnämnda ligger Skulebergets slalombacke.
Vid Mjältösundets norra del ligger Förberget och norr om detta ligger Kälaviken där gränsen mellan Nätra och Vibyggerå socknar, tillika mellan Kramfors och Örnsköldsviks kommuner, går upp över landet mot nordväst. Gränsen går i stort sett "spikrakt" hela vägen från havet till Stor-Degersjön längst i nordvästra hörnet av socknen. Den går över Moberget samt Mossaberget och går sålunda genom södra delen av Skuleskogens nationalpark. Strax väster om det lilla berget Lillruten passerar sockengränsen europaväg 4. Gränsen går strax norr om Pikberget och Trollberget. Hela denna del av socknen (söder om gränsen) är i stort sett obebyggd och ingår i Skuleskogen. Väster om E4 ligger bl.a. Pålsjön (186 m ö.h.) samt Sörgällstasjön (166 m ö.h.). Norr om sockengränsen (inne i Nätra) ligger Nätra fjällskog. Cirka 18 km nordväst om Kälaviken, strax väster om den lilla Hästtjärnen och strax öster om berget Hästen ligger "tresockenmötet" Vibyggerå-Nätra-Sidensjö. Härifrån gränsar Vibyggerå socken mot Sidensjö socken (Örnsköldsviks kommun) på en sträcka av cirka 4,5 km fram till en punkt ute i Stor-Degersjön (243 m ö.h.). Här ute i vattnet ligger "tresockenmötet" Vibyggerå-Sidensjö-Styrnäs. Härifrån viker sockengränsen mot söder och gränsar mot de norra delarna av Styrnäs socken, som ligger i väster. 
I denna nordvästra och västra del av den långsmala Vibyggerå socken ligger bland annat byarna Östmarkum och Västmarkum med Markums kapell. Västmarkum är en väderstation, som rapporterar nederbörd till SMHI. Vidare ligger i detta område byarna Utanskog (längre ner mot kyrkbygden), Åsvedjan, Storsvedjan, Risnäs samt Gålsjönäs längst i väster.  Sjöran Rysjön samt Gålsjön (262 m ö.h.) ligger i socknens västligaste del. Mellan Stor-Degersjön och Rysjön ligger ett fångstgropssystem, vilket mycket väl kan ha använts för fångst av vildren i forna tider. Väster om Kvarnviken av Gålsjön ligger "tresockenmötet" Vibyggerå-Styrnäs-Ullånger. Här viker gränsen österut och avgränsar Vibyggerå mot Ullångers socken i sydväst och söder ända ner till den ovan nämnda punkten ute i Ullångersfjärden.
Gränsen mellan Vibyggerå och Ullånger går bl.a. över det lilla grundet Gålsjöhatten i Gålsjöns södra del. Den går via Halmsjön ner genom Halmsjöån och ner till Stor-Vamsjön (169 m ö.h.). Vid sjön ligger byn Vamme. Gränsen går över Vamsjönäs vid sjöns sydspets och "sneddar" sedan ner mot Globerget och Ullångersfjärden.

## Fornlämningar
Man har i Vibyggerå socken funnit cirka 130 fornlämningar. Det rör sig bland annat om 15 boplatser av typen kustboplats från stenåldern samt från bronsåldern. Inom området finns flera än 100 kuströsen. Dessa ligger på bronsålderns kustlinje med branta stränder samt till en del inom glesa gravfält. I bygden kring kyrkbyn finns gravhögar från vikingatiden. Av dessa har 12 bevarats och omkring tio stycken har tagits bort. I skogstrakterna finns ungefär 60 fångstgropar. Vid kusten finns  tomtningar.

## Namnet
Namnet (1344 Vibygioradh) är ett bygdenamn med efterleden radh, 'bygd'. Förleden är en inbyggarbeteckning med en första del vidher, 'skog' avseende Skuleskogen och en andra del byggi', 'bebyggelse' vilket ger 'skogsbornas bygd'.

## Befolkningsutveckling
| Befolkningsutvecklingen i Vibyggerå socken 1750–1990                                                     | Befolkningsutvecklingen i Vibyggerå socken 1750–1990 | Befolkningsutvecklingen i Vibyggerå socken 1750–1990 | Befolkningsutvecklingen i Vibyggerå socken 1750–1990 | Befolkningsutvecklingen i Vibyggerå socken 1750–1990 |
| --- | ---------------------------------------------------- | ---------------------------------------------------- | ---------------------------------------------------- | ---------------------------------------------------- |
| |                                                      |                                                      |                                                      |                                                      |
| År |                                                      |                                                      | Folkmängd                                            |                                                      |
| 1750 | 1750                                                 |                                                      | 783                                                  |                                                      |
| 1760 | 1760                                                 |                                                      | 837                                                  |                                                      |
| 1769 | 1769                                                 |                                                      | 849                                                  |                                                      |
| 1780 | 1780                                                 |                                                      | 970                                                  |                                                      |
| 1790 | 1790                                                 |                                                      | 996                                                  |                                                      |
| 1810 | 1810                                                 |                                                      | 1 274                                                |                                                      |
| 1820 | 1820                                                 |                                                      | 1 395                                                |                                                      |
| 1830 | 1830                                                 |                                                      | 1 592                                                |                                                      |
| 1840 | 1840                                                 |                                                      | 1 685                                                |                                                      |
| 1850 | 1850                                                 |                                                      | 1 899                                                |                                                      |
| 1860 | 1860                                                 |                                                      | 2 028                                                |                                                      |
| 1870 | 1870                                                 |                                                      | 1 993                                                |                                                      |
| 1880 | 1880                                                 |                                                      | 2 063                                                |                                                      |
| 1890 | 1890                                                 |                                                      | 2 113                                                |                                                      |
| 1900 | 1900                                                 |                                                      | 2 163                                                |                                                      |
| 1910 | 1910                                                 |                                                      | 2 067                                                |                                                      |
| 1920 | 1920                                                 |                                                      | 2 107                                                |                                                      |
| 1930 | 1930                                                 |                                                      | 1 926                                                |                                                      |
| 1940 | 1940                                                 |                                                      | 1 764                                                |                                                      |
| 1950 | 1950                                                 |                                                      | 1 679                                                |                                                      |
| 1960 | 1960                                                 |                                                      | 1 509                                                |                                                      |
| 1970 | 1970                                                 |                                                      | 1 331                                                |                                                      |
| 1980 | 1980                                                 |                                                      | 1 128                                                |                                                      |
| 1990 | 1990                                                 |                                                      | 1 045                                                |                                                      |
| Anm: Källor: Umeå universitet - Tabellverket 1749-1859, Demografiska databasen, CEDAR, Umeå universitet. |                                                      |                                                      |                                                      |                                                      |